# Cheumatopsyche ela
Cheumatopsyche ela là một loài Trichoptera trong họ Hydropsychidae. Chúng phân bố ở miền Tân bắc.